# Baladas e Canções
Baladas e Canções é um álbum, da autoria de José Afonso, editado em 1964. O disco foi gravado originalmente pela Discoteca Santo António, na marca Ofir. Mais tarde os direitos foram adquiridos pela EMI. 

## Descrição do álbum
A semente do futuro está neste álbum de 1964, o primeiro na discografia rica de José Afonso. Com Rui Pato ao seu lado, José Afonso canta baladas da tradição coimbrã com um encanto que o próprio descreveu como "contemplativo", sinal claro de que uma vida interior mais funda que já então questionava se a música poderia servir outras mensagens. "Canção Longe", "Canto da Primavera" ou "Altos Castelos" são marcos neste disco. 

## Alinhamento
- Canção Longe
- Os Bravos
- Balada Aleixo
- Balada do Outono
- Trovas Antigas
- Na Fonte Está Lianor
- Minha Mãe
- Altos Castelos
- O Pastor de Bensafrim
- Canto da Primavera
- Elegia
- Ronda dos Paisanos[2]